# Chœur (théâtre)
Pour les articles homonymes, voir Chœur.
Le chœur (grec : χορός, translit. chorós), dans le contexte de la tragédie grecque antique, de la comédie, des pièces de satire et des œuvres modernes qui s'en inspirent, est un groupe homogène et non individualisé d'interprètes, qui commente d'une voix collective l'action dramatique. Le chœur était composé d’un groupe d’acteurs (qui pouvait être important en nombre), qui dansaient, chantaient ou disaient leur texte à l'unisson, et portaient parfois des masques. On le retrouve également dans la poésie grecque.

## Étymologie
L'historien britannique Humphrey Davy Findley Kitto (en) affirme que le terme chœur nous donne des indices sur sa fonction dans les pièces de la Grèce antique : « Le verbe grec choreuo, « je suis un membre du chœur », a le sens de « je danse ». Le mot ode ne signifie pas quelque chose de récité ou de déclamé, mais « un chant » ».

## Historique
Le chœur (du grec ancien χορός / khorós, « danse ») joue un rôle important dans les pièces de théâtre de la Grèce antique, même si son rôle va décroissant avec le temps. Il est composé d'hommes, de citoyens, costumés et masqués, comme dans le rituel dionysiaque. Le chœur danse (marche rythmée semble-t-il), chante généralement (accompagné d'un aulos) et parle parfois, le tout dans l’orchestra. C’est à l’auteur de se charger de la chorégraphie du chœur ; c'est parfois le chorège qui tient le rôle de chef, appelé coryphée (κορυφαῖος / koruphaîos) ou hégémon (ἡγεμών / hēgemṓn). Le chœur a pour but d'animer les pièces de Théâtre grec antique.
Probablement issu des dithyrambes et des drames satyriques, le chœur représente souvent la population ou l'auteur dans la pièce. Dans les tragédies les plus anciennes, tous les rôles étaient joués par un seul acteur ; comme l’acteur devait fréquemment quitter la scène pour changer de personnage, le chœur avait un rôle dominant. On pense qu’aux alentours de 508 av. J.-C., il comptait environ 50 danseurs et chanteurs appelés choreutes (χορευταί). Il a progressivement un rôle décroissant : il présente le contexte et résume les situations pour aider le public à suivre les événements, fait des commentaires sur les thèmes principaux de la pièce et réagit à la représentation. La tragédie devint une série d’épisodes séparés par des odes chorales. Au fur et à mesure que l'importance des acteurs augmente, les interventions du chœur se réduisent. Dans ces odes, les choreutes chantaient en homorythmie afin de donner l’impression d’être une seule entité plutôt qu’un groupe d’individus. La tragédie naît de l’alternance entre les paroles du chœur et des personnages,.
Bien qu’Eschyle ait réduit à douze le nombre des choreutes, le chœur garde une grande importance dans ses pièces. Ainsi il tient le premier rôle dans Les Suppliantes, et celui de l’antagoniste dans Les Euménides. Sophocle augmente parfois le nombre de choreutes à quinze, bien que les odes chorales soient alors assez peu liées à l’intrigue. Il divise le chœur en deux demi-chœurs (grec hemichoria) et donne un rôle spécifique au coryphée ; il augmente également le nombre d’acteurs de deux à trois. Dans la seconde génération de tragédies athéniennes, le chœur avait encore un rôle central dans la pièce. Dans Les Bacchantes d’Euripide, par exemple, le chœur, qui représente les servantes fanatiques de Dionysos, est un des personnages principaux.
Mais il n'apparaît pas dans les adaptations romaines de la tragédie grecque, ou alors sous forme de vagues figurants qui écoutent chanter le coryphée entre les actes, ni dans les comédies de Plaute ou Térence.
Le chœur, quelquefois limité à un choreute, est également utilisé dans des pièces postérieures aux tragédies grecques, comme dans Roméo et Juliette de Shakespeare, Les Belles-sœurs de Michel Tremblay ou On ne badine pas avec l'amour d'Alfred de Musset. Un chœur apparaît également dans certaines comédies musicales du XXe siècle, chantant et/ou dansant.  Il est aussi utilisé dans le film de Woody Allen: Maudite Aphrodite  (1995)